# L'astronave degli esseri perduti
L'astronave degli esseri perduti (Quatermass and the Pit) è un film del 1967 diretto da Roy Ward Baker. Rappresenta la terza avventura cinematografica del professor Quatermass.
Il film è tratto dalla serie televisiva omonima, Quatermass and the Pit, trasmessa nel 1958-1959 dall'emittente britannica BBC one e sceneggiata da Nigel Kneale. Farà seguito un quarto episodio televisivo, Quatermass Conclusion - La Terra esplode del 1979, distribuito anche al cinema in un condensato intitolato The Quatermass Conclusion.
La pellicola tratta il tema, alquanto all'avanguardia per gli anni '60, di una preistorica "interferenza" sull'evoluzione del genere umano da parte di un'ipotetica razza aliena (in questo caso marziana).

## Trama
Durante alcuni lavori nella metropolitana di Londra, una squadra di operai trova il teschio di una creatura umanoide, e di lì a poco tornano alla luce interi scheletri.
Presto la notizia si diffonde e per giunta viene lì vicino scoperto uno strano oggetto metallico, sull'origine del quale si comincia a dibattere aspramente. I militari confutano immediatamente la tesi a cui è giunto il professor Quatermass, ovvero che non può essere altro che una nave aliena. Per bocca di un ufficiale particolarmente ottuso e borioso, il colonnello Breen (che tra l'altro è il nuovo collega di Quatermass al programma spaziale inglese dopo la nomina fatta per motivi politici) le autorità militari comunicano alla stampa il ritrovamento di un missile tedesco caduto durante la Seconda guerra mondiale.
Quatermass, recatosi nel sito dello scavo, rileva però stranissimi fenomeni: il metallo dell'astronave è praticamente impossibile da tagliare con la fiamma ossidrica, anzi nemmeno si riscalda al contatto di questa, e addirittura non può essere toccato a mani nude, altrimenti si rischia un congelamento. La scoperta più impressionante è però un pentacolo inciso su una parete all'interno della nave spaziale.
I lavori di scavo, passati all'équipe scientifica del paleoantropologo Matthew Roney dopo il ritrovamento dei fossili, vengono ora portati avanti dai militari, tra i quali vi è un soldato che afferma d'aver visto un fantasma all'interno dell'astronave. Quatermass viene a sapere da un poliziotto che il quartiere è sempre stato conosciuto per le manifestazioni demoniache e che tutte le case, già prima della guerra, erano state abbandonate per via di presunte apparizioni di fantasmi. Lo stesso nome di Hob's lane dato al quartiere (successivamente cambiato in Hobb's lane) sembra non lasciare dubbi su quanto riferito dal poliziotto: "Hob è un nomignolo del Diavolo", osserva Barbara, l'assistente del professor Roney. Ricercando negli antichi annali dell'Abbazia di Westminster, Quatermass scopre inoltre che la zona era nota già nell'Antichità per i fenomeni diabolici che vi avvenivano, soprattutto ai danni di minatori e carbonai impegnati a scavare pozzi nel sottosuolo. Per il professore è ormai evidente che i lavori di scavo interferiscono negativamente con la presenza dell'astronave.
I fossili recuperati da Roney si dimostrano appartenenti a una strana razza umanoide, e a giudicare dai sedimenti pleistocenici sembrano vecchi di ben cinque milioni di anni. Ma i politici non danno peso a queste cose che potrebbero suscitare allarmismo, anzi le ignorano bellamente, confortati dall'ineffabile Colonnello Breen che ha una spiegazione per tutto, anche quando, lavorando con un trapano speciale, si riesce ad aprire la parete segnata col pentacolo, e vi si trovano i cadaveri di strani esseri simili a grosse cavallette che ricordano vagamente i demòni di certe rappresentazioni pittoriche. A parere del colonnello, il missile era in realtà un'arma propagandistica tedesca lanciata su Londra per scatenare il panico tra la popolazione.
Intanto altre persone hanno terribili allucinazioni e manifestano poteri telecinetici, come l'operaio che ha lavorato alla perforazione della parete interna con il trapano, letteralmente posseduto da visioni di fenomeni straordinari. Quatermass lo ritrova in una canonica, dove un prete lo ha accolto ritenendolo vittima di una possessione diabolica. Ancora in preda al panico, l'uomo racconta al professore d'esser stato seguito da uno sciame di insetti mostruosi sotto un cielo nero e rosso.
Quatermass inizia a collaborare con il professor Roney e assieme riescono a registrare, grazie a un sofisticato apparecchio che registra l'attività cerebrale e proietta le immagini mentali su un video, le visioni avute da Barbara, la quale ha rivissuto la terribile esperienza dell'operaio all'interno dell'astronave. I due scienziati cercano poi di convincere il ministro della difesa della pericolosità insita nello scafo della nave (ritenuto la causa delle allucinazioni) mostrandogli la registrazione del fenomeno su pellicola a 8 millimetri.
Il filmato rivela, in un clima onirico, la vita e la morte su Marte com'era milioni di anni fa. La teoria di Quatermass è che i marziani, con il loro pianeta morente e diviso da violenti conflitti razziali, abbiano cercato di conquistare la Terra ma, non potendo sopravvivervi, siano riusciti almeno a dare vita ad esseri artificialmente evoluti, i progenitori del genere umano, per cercare una sorta di "sopravvivenza per procura". Tutte le nozioni umane riguardanti il Diavolo e i demòni sarebbero pertanto dovute al ricordo, conservato nell'inconscio collettivo, degli antichi abitanti di Marte.
Ovviamente tutto questo non viene creduto, ma la situazione ad un certo punto precipita: l'astronave, infatti, ha non solo una misteriosa capacità di attivare poteri paranormali in alcune persone e di alterarne la psiche, ma anche di accumulare energia. Durante la conferenza stampa ufficiale l'astronave comincia ad emettere una grande quantità di energia, i fenomeni psicocinetici si moltiplicano e ora molte persone sono divenute capaci di uccidere con il solo pensiero. Come succedeva su Marte quando i “diversi” venivano assassinati in massa, la gente scatena ora la propria cieca violenza contro pochi isolati individui.
Dallo scafo dell'astronave sorge a questo punto un'enorme figura di luce simile a quella di un insetto marziano. Questa entità è fatta di elettricità statica e le sue sembianze diaboliche sembrano incitare la follia collettiva. Per porre fine alla catastrofe che sta devastando Londra, il professor Roney spinge il braccio di una gru meccanica contro la fonte di energia, facendola scaricare nel terreno; lo scienziato però muore travolto dal crollo della gru. Quatermass e Barbara restano a guardare sconcertati la desolazione della città semidistrutta.

## Critica
Secondo Giovanni Mongini, il terzo episodio delle avventure di Quatermass, non è più diretto da Val Guest ma dal più superficiale Roy Ward Baker e non più impersonato da Brian Donlevy ma da un poco convincente Andrew Keir.
I critici Paolo Mereghetti e Morando Morandini ritengono che L'astronave degli esseri perduti sia il migliore dei tre film dedicati alle avventure del professor Quatermass. Mereghetti ne sottolinea la positiva riuscita in rapporto al budget limitato, indicando come punti di forza del film l'ingegnosità della trama e l'intensità della suspense. Morandini, citando Emanuela Martini, mette in evidenza come in questo lungometraggio l'orrore metafisico si unisca alle angosce metropolitane.

## Distribuzione
- Gran Bretagna: 9 novembre 1967
- Germania Ovest: 8 febbraio 1968
- USA: 16 febbraio 1968
- Finlandia: 3 novembre 2005 (prima TV)

### Titoli alternativi
- Les monstres de l'espace (Belgio, Francia)
- ¿Qué sucedió entonces? (Spagna)
- Das grüne Blut der Dämonen (Germania Ovest)
- De monsters van de ruimte (Belgio - titolo fiammingo)
- Five Million Years to Earth (USA)
- Muukalaiset valovuosien takaa (Finlandia - titolo TV)
- The Mind Benders
- To telos tou kosmou (Grecia)